# 陈璋方壶
陈璋方壶，战国时期文物，清代山东省潍县金石学家陈介祺旧藏，现藏于美国宾夕法尼亚大学考古学与人类学博物馆。
据《海岱古族古国吉金文集》，壶上铭文为“唯王五年，郑阳陈得再立事岁，孟冬戊辰，大臧戈孔，陈璋入伐匽亳邦之获。”反映了齐宣王六年（前314年），齐国趁燕国内乱派匡章（即铭文中的“陈璋”）率军攻灭燕国的史实，与1982年江苏省盱眙县南窑庄窖藏出土的陈璋圆壶铭文基本相同，仅“大”字在圆壶上为“齐”字。